# 比叡尾山城
比叡尾山城（ひえびやまじょう）は、備後国三吉郷（広島県三次市畠敷町）にあった日本の城。備後国の国人領主三吉氏が拠点とした。

## 概要
標高410メートルの比叡尾山の頂上に位置し、三次盆地の北側から突き出すような半島状の丘陵頂上部から南の尾根筋に築かれた連郭式の山城である。
比叡尾山の南麓に存在する熊野神社の裏側から登城の道がのびており、大手道であった。山東の丘陵にある岩屋寺・岩屋寺山公園への狭い林道も城の北側近くまで通じている。この道の途中に、溜池が存在し、田畑も存在する。同じ道から北へ分岐して、下段へ向かう道に三吉氏の菩提寺である高源寺、および一族の墓所がある。
高源寺跡からさらに脇の道を進むと行基開創と伝えられる岩屋寺がある。南北朝時代には足利尊氏が堂宇を造営し、戦国時代に至ると、天文8年（1539年）三吉致高が本堂を造営し、江戸時代の浅野長治・長照の代に現在の場所に移し、本堂・庫裡などを建てたといわれている。
山頂付近に屋敷跡・北の丸・二の丸、本丸などの曲輪が遺存し、高土塁や石垣の遺構をみることができる。中には半地下式のものもあり、主郭の東の谷の一画は埋門を構えて、側面を石垣で守られた、相当な規模の建物があったことが想像される。三の丸には窪地で井戸があったと思われる、湧き水設備の跡も発見できる。
『日本城郭大系』の記述によると、本丸は70メートル×40メートルの規模で、北半分に土塁を設け、北西隅に井戸と門、南半分には石垣を築き、南隅の門は枡形の構えで、本丸西南の45メートル×20メートルの郭に下っている。

## 歴史・沿革
築城年代は不明だが、承久の乱後に近江国から備後国三次郷へ下向してきた藤原兼範によって築かれた。その息子の兼定が三吉大夫と称して三吉氏を名乗り、以後、備後北部でも有力な国人として勢力を伸ばした。
鎌倉時代の初めに源氏の御家人である佐々木氏が三次の地頭として赴任して築城し、承久の乱後に三吉氏にとってかわられたという説もある。
鎌倉時代末期には後醍醐天皇、南北朝時代には足利尊氏、足利直冬に従い、その後、山名氏、戦国時代には尼子氏、大内氏と転々としてきた。
永正13年（1516年）には13代致高は尼子側の武将として、安芸五龍城主宍戸氏と共同して吉田郡山城主毛利興元と戦っている。
同じ頃に、毛利氏と親戚関係にあった石見国南部の高橋氏とも争っている。
毛利元就が勃興すると三吉氏は毛利氏に従い、天文13年（1544年）には尼子国久を中心とした新宮党からなる尼子軍に攻撃されたが、毛利氏の援軍を得て尼子氏を敗走させた。
14代隆亮の代には、8万石もの所領を持つ勢力にまで成長した。天文22年（1553年）、江田氏の尼子側への裏切りがあり、このことが原因で三吉氏は真っ先に毛利に誓紙を出して忠節を誓ったが、さらに同年5月に人質を出している。この後、三吉氏は一族の娘などを元就の側室として差出し、毛利氏に従属していった。15代当主三吉広高の代になった天正19年（1591年）、比熊山城の築城が完成し、比叡尾山城は居城としての役割を終えた。

## 粟屋隆信の墓
岩屋寺から少し南に向かった、岩屋寺山公園の一角の展望台付近に「粟屋隆信公の墓」が祀られている。墓は下記の碑の傍に存在するが、五輪塔や宝篋印塔形式の墓石としての原形は保ってはいない。

## 交通
- 鉄道でのアクセス
  - 西日本旅客鉄道芸備線八次駅から徒歩30分
- 自動車でのアクセス
  - 中国自動車道 三次東インターチェンジから県道434号線、さらに林道経由